# Paul Sinner

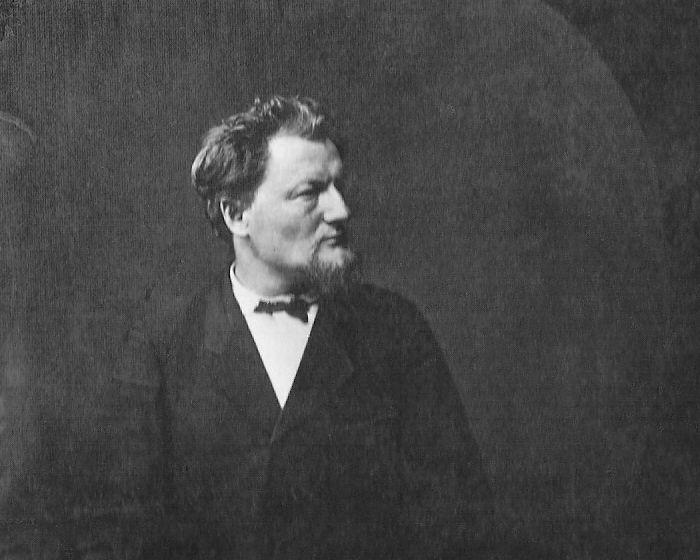
Paul Sinner: Selbstporträt

Paul Sinner (* 17. Juli 1838 in Ludwigsburg; † 31. März 1925 in Tübingen) war ein deutscher Fotograf, der sich besondere Verdienste als Dokumentarist von schwäbischen Volkstrachten und Ansichten, hauptsächlich der Städte, erworben hat.

## Leben

### Jugend
Paul Sinner war der Sohn des in Ludwigsburg wohnhaften Johann Martin Sinner, eines Schulungsunteroffiziers im Rang eines Oberfeldwebels. Bereits im Jahr 1840 quittierte er den Militärdienst und kehrte mit seiner Familie in seine Heimatstadt Tübingen zurück. Da er als Kanzleidiener beim Gericht und als Hausverwalter beschäftigt wurde, wohnte er in dem Gebäude, in dem zu dieser Zeit das Gericht für den Schwarzwaldkreis seinen Sitz hatte – am Holzmarkt (Neue Straße 1; erbaut 1830 an der Stelle der ehemaligen Gastwirtschaft „Zum Adler“). Da das bescheidene Gehalt des Vaters für den Unterhalt einer kinderreichen Familie nicht ausreichte, verdiente auch die Mutter dazu, indem sie beispielsweise Blumen verkaufte.
Unmittelbar nach der Konfirmation (d. h. vermutlich 1852) fing Sinner auf nachdrückliches Verlangen des Vaters und gegen eigenen Wunsch eine Bäckerlehre an. Nachdem er sie 1854 abgeschlossen hatte, ließ er sich einen Pass und ein Heimatrechtzeugnis von der Gemeinde ausstellen und ging auf die übliche Wanderung ins deutschsprachige Ausland. Über Stuttgart und Frankfurt am Main kam er auf diese Weise bis nach Hamburg. Nachdem er in die Heimat zurückgekehrt war, suchte er Arbeit in der Industrie und spätestens seit 1859 arbeitete er als Schlosser in der Maschinenfabrik Esslingen. Wegen eines Arbeitsunfalls, bei dem er sich mehrere Finger schwer verletzte, war er gezwungen, den Beruf wieder zu wechseln, und auf Rat eines seiner Freunde fing er eine Lehre in dem gerade neu eingerichteten Atelier in der Marienstraße 36 des Stuttgarter Fotografen Friedrich Brandseph an. Nachdem er diese Lehre 1862 abgeschlossen hatte, begann er als Fotograf im Atelier Johann Bleibels zu arbeiten, wo er anfangs 700, später sogar 780 fl im Jahr verdiente. Das Gehalt war sehr gut, aber Sinner hatte nicht vor, auf Dauer Angestellter zu bleiben. Er war überzeugt, dass sein Wunsch, selbstständiger Fotograf zu werden, aussichtslos wäre, weil es am Anfang der 1860er Jahre sowohl in Stuttgart als auch in Tübingen, wohin er zurückkehren wollte, unter den Fotografen eine starke Konkurrenz gab. Deswegen beantragte er 1863 eine Konzession für ein Restaurant in Tübingen und verwies dabei auf die abgeschlossene Bäckerlehre. Der Stadtrat legte jedoch seine häufigen Berufswechsel negativ aus und lehnte den Antrag ab.

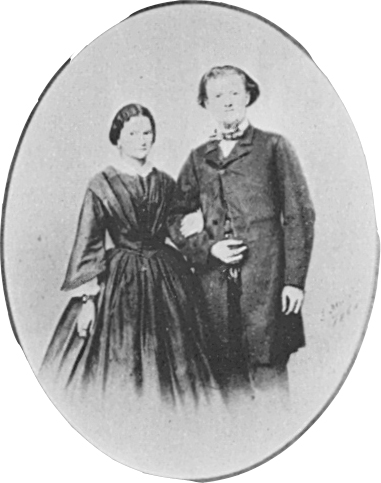
Paul Sinner und Wilhelmine Kienle, Hochzeitsfoto, angefertigt im Atelier Johann Bleibels

Sinner blieb also in Stuttgart und arbeitete weiter bei Bleibel. Bald fing er an, sich um seine Heirat mit Wilhelmine Kienle (* 23. Juli 1839; † 27. Dezember 1933) zu kümmern, einer Tübinger Metzgertochter. Diese Heirat musste vom Tübinger Stadtrat genehmigt werden. Spätestens zu diesem Zeitpunkt lernte er den kaum älteren Maler Wilhelm Hornung kennen, der auch im Stadtrat saß. In Anbetracht u. a. des guten Einkommens von Sinner befürwortete Hornung in seiner Stellungnahme dessen Antrag und auf der Sitzung vom 18. Juni 1864 genehmigte der Stadtrat die Heirat. Die Heirat fand im Juli des gleichen Jahres in Stuttgart statt, und im November zog das junge Paar nach Tübingen um. Dank der Aussteuer der Ehefrau konnte er sich in Tübingen einrichten. Es ist anzunehmen, dass zu diesem Zeitpunkt Hornung und Sinner eine gemeinsame Tätigkeit vereinbarten.
Sinner hatte acht Kinder, von welchen das erste, im Mai 1865 geborene, sehr früh starb.

### Fotografische Tätigkeit

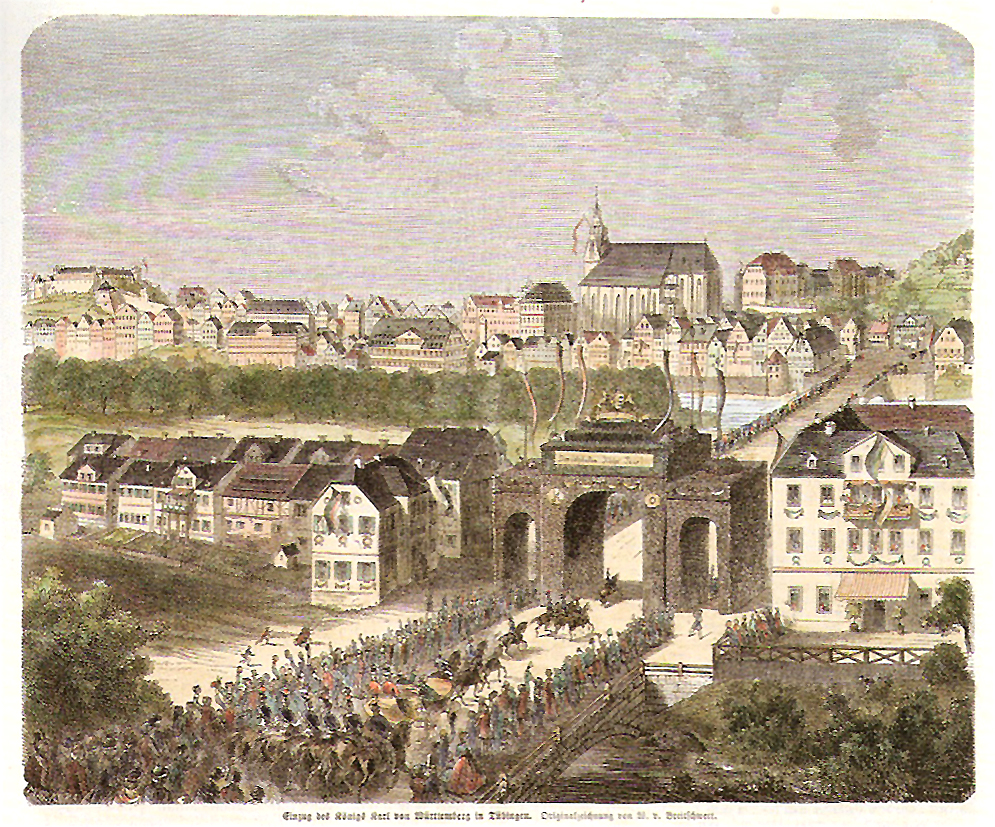
Feierlicher Einzug des Königs von Württemberg, Karl, am 1. Juni 1865 – Pavillon mit dem Atelier von Hornung und Sinner in der Wöhrdstraße (heute Uhlandstraße) ist direkt am linken Rand der Abbildung zu sehen (kolorierter Holzschnitt von Wilhelm von Breitschwert).

#### Anfänge
Im Dezember 1864 beantragte Hornungs Schwiegervater, der Glasermeister Wilhelm Kieß, die Genehmigung für den Bau eines Ateliers auf dem Grundstück seines Wohnhauses in der oberen Wöhrdstraße (heute Uhlandstraße). Es war in Tübingen neu, dass das Atelier sich in einem extra gebauten, freistehenden Pavillon befinden sollte. Sowohl ein Teil der Wände, als auch des Daches sollten verglast werden. Der Stadtrat befasste sich mehrmals mit dieser Angelegenheit – es gab Vorbehalte in Bezug auf das „unförmige“ Dach, um so mehr, weil das Pavillon in der Neckarvorstadt, einer neuen repräsentativen Siedlung gebaut werden sollte. Die Baugenehmigung wurde im März 1865 endlich erteilt. Nach schnell durchgeführten Bauarbeiten wurde das Atelier „Hornung & Sinner, Maler und Photographen, Neckarvorstadt“ am 5. Mai 1865 eröffnet. Obwohl die Fotografenwerkstatt nach außen hin den Eindruck einer Gesellschaft machte, gehörte sie in Wirklichkeit nur Hornung.

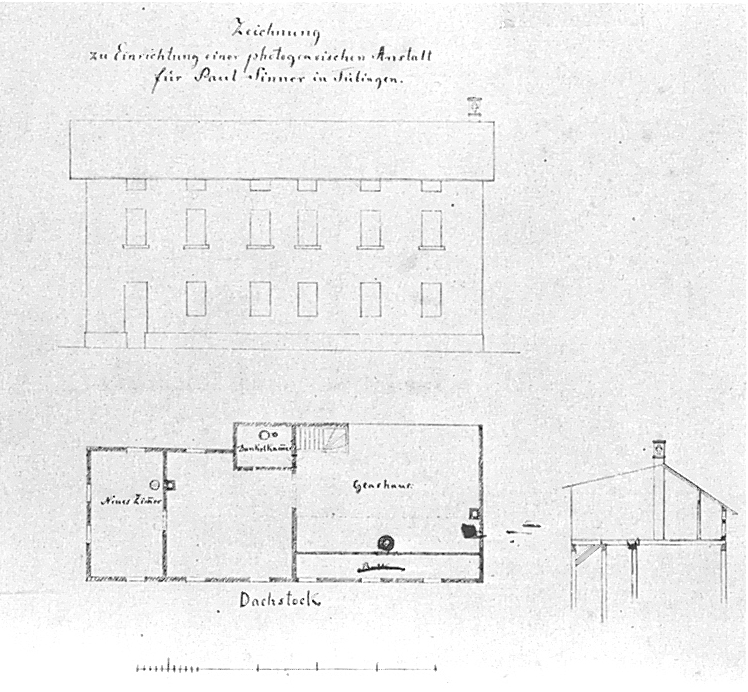
Grundriss des Ateliers in der Gartenstraße 7

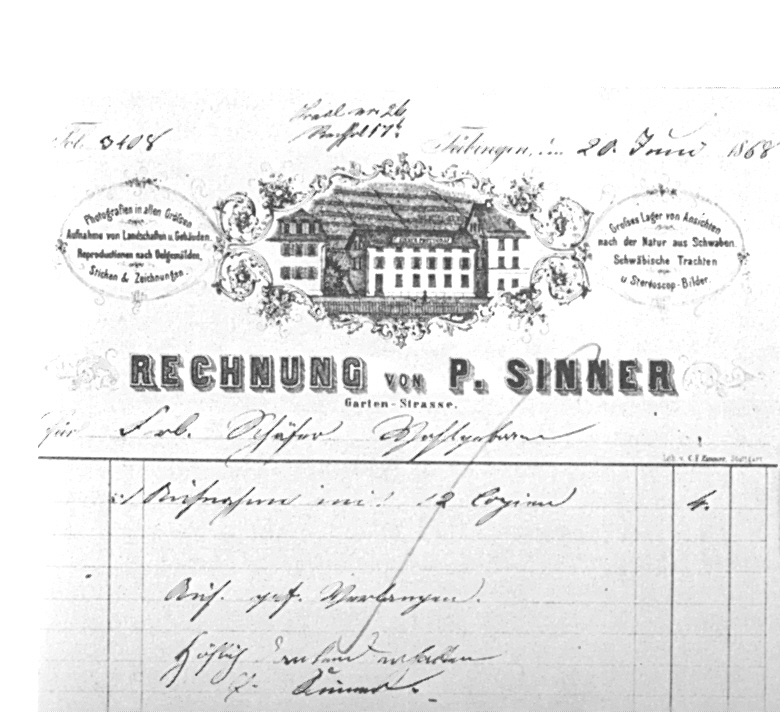
Sinners Rechnung von 1868 auf einem von ihm entworfenen Formular mit der Abbildung des Hauses in der Gartenstraße 7 (Lithographie nach Fotografie)

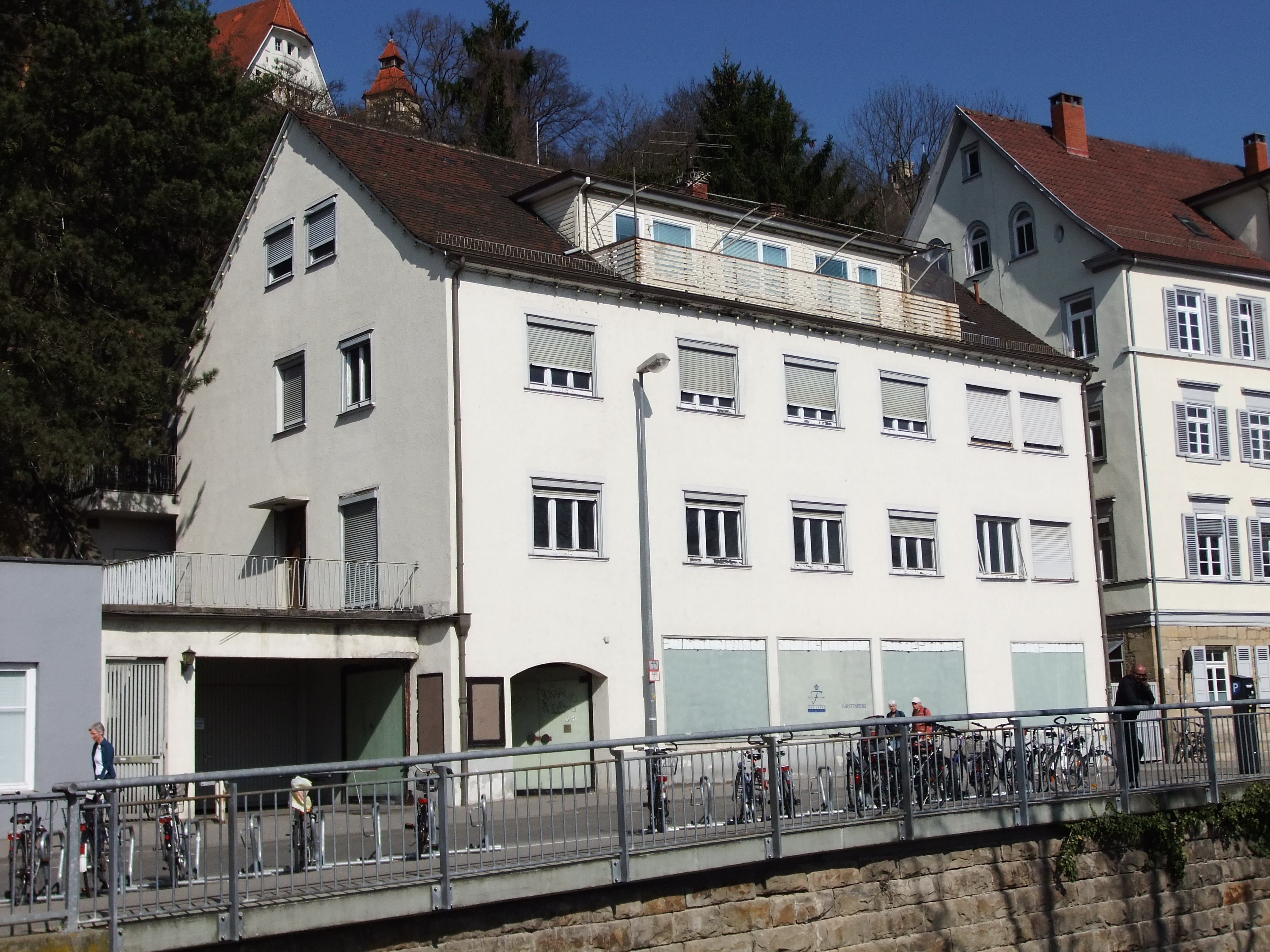
Früheres Haus von Paul Sinner in der Gartenstraße 7 (Zustand von 2012)

Volkstrachten – ein Thema, das für Sinner sehr wichtig war – wurden von Hornung und Sinner beinahe von Anfang an fotografiert. 1865 gab es dazu eine gute Gelegenheit. Der aus dem Anlass der Thronübernahme durch Württemberg reisende König Karl, kam im Sommer nach Tübingen, wo man ihm u. a. „34 Bauernpaare in ihrer schönen Steinlacher Tracht“ präsentierte. Die Huldigung des Königs diente dazu, an die Tradition anzuknüpfen, weil Volkstrachten zu dieser Zeit fast nicht mehr getragen wurden.
Von Anfang an wollte Sinner sich nicht auf die Fotografentätigkeit beschränken und im November des gleichen Jahres eröffnete er im „Rupfschen Hause“ in der Neckargasse auf eigene Rechnung einen Laden mit Kunstgewerbe und den Fotografien aus dem gemeinsamen Atelier.

#### Völlige Selbstständigkeit
Das gemeinsame Atelier mit Hornung, in dem er nur ein untergeordneter Teilhaber war, war für Sinner nur eine Übergangslösung: bereits nicht einmal zwei Jahre später, Anfang 1867, kaufte er ein Haus (eine ehemalige Remise) in der Gartenstraße 7, direkt am Fuße des Österbergs, an dessen Hang ein Weinberg lag. Das Haus wurde gründlich umgebaut: Im Dachgeschoss entstand das Atelier (der Salon mit dem verglasten Dach befand sich in dem zum Berg gewandten Teil), und den unteren Stock nutzte Sinners Familie als Wohnung. Das neue Atelier wurde offiziell am 27. Oktober 1867 eröffnet. Um Kunden in sein Atelier zu locken, installierte Sinner auf dem Dach seines Hauses große Lettern, die den Schriftzug „P. Sinner Photograph“ ergaben. Auf einem damals noch existierenden Pfeiler des Neckartores brachte er einen Schaukasten an, in dem man seine Fotos bewundern konnte.
Sinner war sowohl vielseitig und tatkräftig, als auch erfinderisch: Weil zu dieser Zeit in der Fotografie nur nasse Platten verwendet wurden, die sofort nach dem Belichten entwickelt werden mussten, kaufte er bereits im ersten Jahr der Selbständigkeit eine Ein-Pferd-Kutsche, die ihm zum Transport des extra angefertigten aufklappbaren Dunkelkammerzeltes diente. Das war eine große, flache Holzkiste mit klappbaren Beinen. Nach dem Aufklappen des Deckels wurde das daran festgemachte Zelt aufgestellt, das den Fotografen von oben zudeckte. Dank dieser Vorrichtung war Sinner unabhängig vom Atelier und konnte sowohl bei den Kunden fotografieren, als auch im Freien, was er im eigenen Auftrag tat.
Für die Fotos des Klosters Bebenhausen, die dank der transportablen Dunkelkammer entstanden, erhielt er vom König Karl von Württemberg bereits 1868 eine „Goldene Medaille für Kunst und Wissenschaft“. Die Medaille erleichterte es ihm, eine Fotografiergenehmigung während des Deutsch-Französischen Krieges von 1870/71 zu erhalten. Für dieses Projekt der fotografischen Dokumentation der Kampfhandlungen, wofür Sinner bis ins Elsass fuhr, war die transportable Dunkelkammer wieder unentbehrlich.

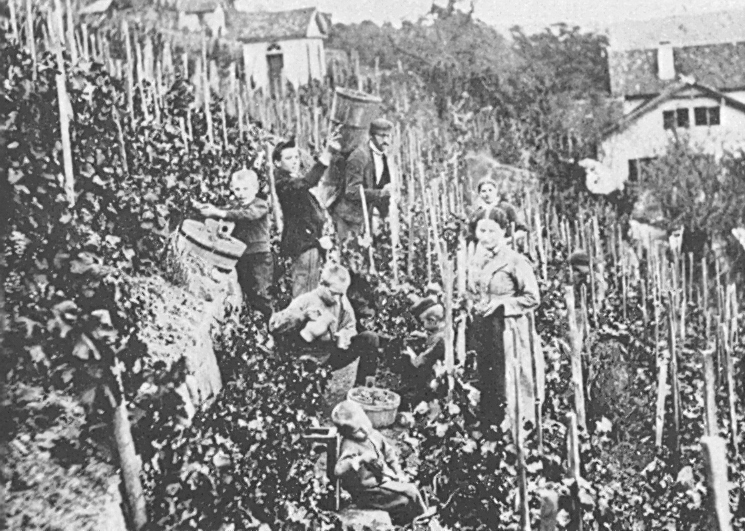
Weinlese 1875 in Sinners Weinberg hinter seinem Haus in der Gartenstraße 7. Zu sehen sind: Wilhelmine Sinner mit den Söhnen Theodor, Hermann und Carl, sowie das Kindermädchen Babette, der Weingärtner mit seinem Sohn und – mit Schreckschutzpistole – ein Angestellter des Fotoateliers.

1868 eröffnete Sinner ein zweites Atelier: in Gmünd. Dort beschäftigte Sinner vermutlich einen Fotografen. Es existierte aber nur einige Monate, weil Sinner vermutlich feststellte, dass er sich nicht zwischen zwei Städten zerreißen konnte, in einer Zeit, als die Reise mit dem Zug noch einen halben Tag dauerte. Mit Gmünd blieb er jedoch weiter im Kontakt: Der Gmünder Fotograf Wilhelm Boppel, den Sinner vermutlich noch aus der Zeit kannte, als er bei Bleibel arbeitete, hatte das Exklusivrecht, seine Porträts in Gmünd zu verkaufen; besonders muss man hier das seltene Porträt des neuen katholischen Bischofs von Rottenburg Karl Joseph von Hefele von 1870 erwähnen.

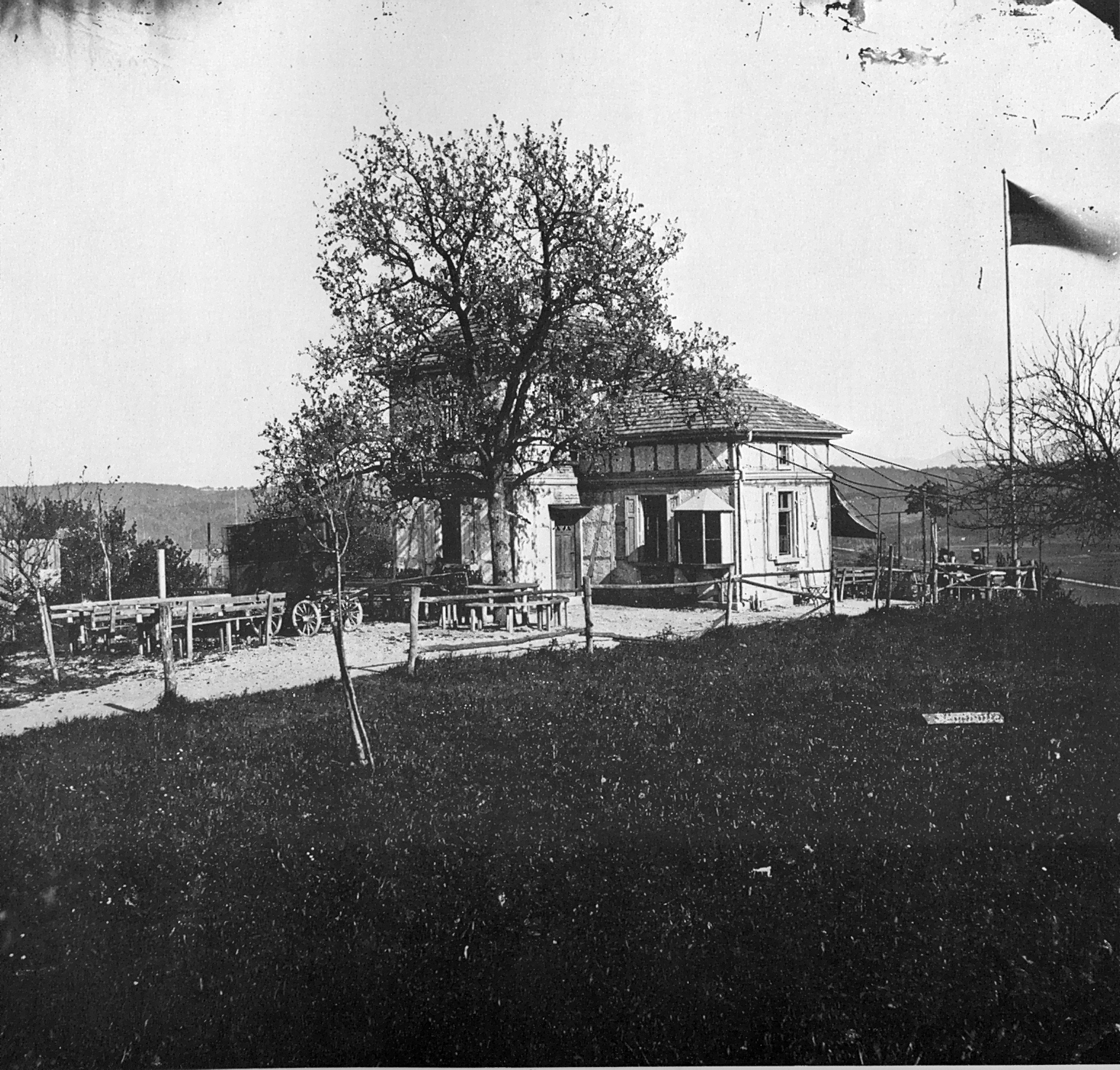
Sennhütte mit dem Dunkelkammerwagen, um 1870

Sinner besaß auch ein Grundstück, deutlich höher gelegen, auf einem relativ ebenen Teil des Österberges, der als Wielandhöhe bezeichnet wird. Auf diesem Grundstück trocknete er anfangs seine Nassplatten. Obwohl er sich als Fotograf bewährte, – gezwungen wohl durch die finanzielle Notwendigkeit wegen der sich vergrößernden Familie – nahm er seine frühere Idee auf und eröffnete 1876 in dem großen, auf diesem Grundstück stehenden Gartenhäuschen, das er ursprünglich als Alterssitz für seinen Vater bauen ließ, das Restaurant Sennhütte. Das Restaurant, das einen herrlichen Blick auf die Stadt bot, wurde zur beliebten Ausflugsgaststätte. Zunächst wurde es von Sinners Frau geführt, später wurde es verpachtet und existierte bis 1898, als Sinner diesen Besitz an die benachbarte Studentenverbindung „Corps Rhenania“ verkaufte, die 1886 in der Nähe des Restaurants das bis heute existierende Corpshaus erbaute.
Sinner war der einzige Fotograf aus dem Königreich Württemberg, der seine Arbeiten 1873 auf der Weltausstellung in Wien in der Abteilung „Graphische Kunst“ präsentieren durfte. Bereits nach ungefähr zehn Jahren war Sinners Atelier überregional bekannt. Dies ließ sich z. B. daran ablesen, dass er im Reise- und Industrie-Handbuch für Württemberg von 1879 an erster Stelle aller Betriebe von Tübingen genannt wurde. Die Bekanntheit verdankte er seiner Ausrichtung auf Architektur- und Trachtenfotografie. Bereits zu diesem Zeitpunkt bot er ungefähr 1000 Motive mit Ansichten aus Schwaben, wo die Architekturfotografie dominierte, und ungefähr 400 Trachtenmotive an. In seinen Bemühungen ist deutlich ein künstlerisch-wissenschaftlicher Anspruch zu erkennen. Als Berater für die Motivwahl gewann er Prof. Dr. Wilhelm von Lübke und den Landeskonservator Prof. Dr. Eduard Paulus d. J. Damit sprach er das Bildungsbürgertum an, das gerade dabei war, seine Leidenschaft fürs Sammeln zu entdecken.

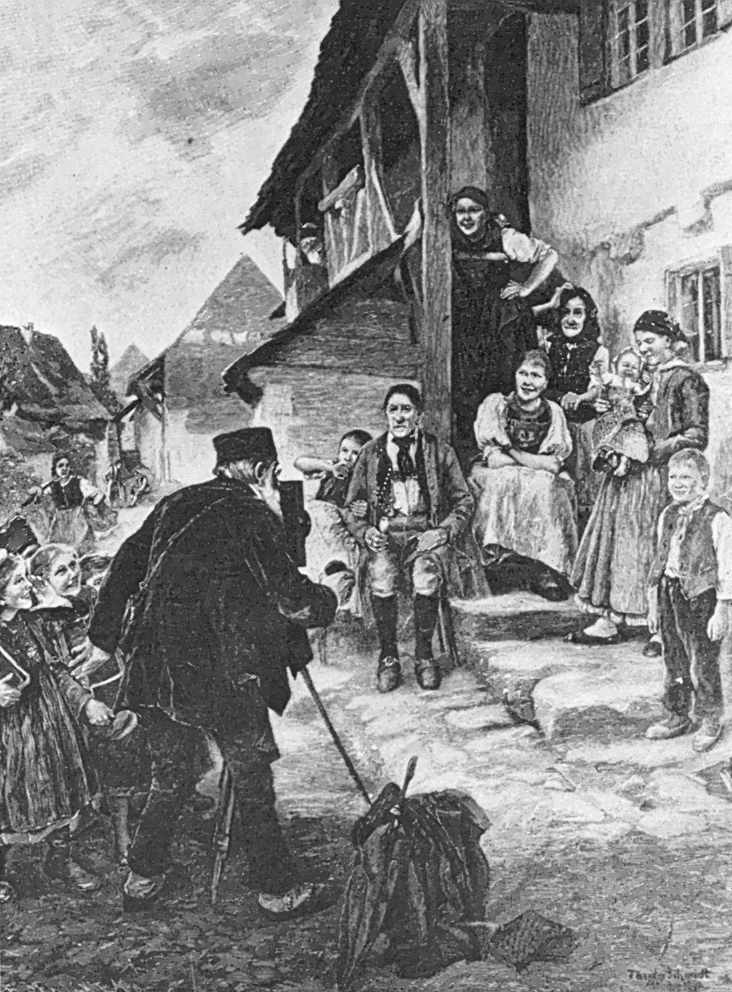
Paul Sinner beim Fotografieren in Betzingen (Zeichnung von Theodor Schmidt, 1892)

Im Laufe der Jahre entfernte sich Sinner von der Porträtfotografie. Auf diesem Gebiet war Hornungs Atelier in Tübingen führend. Im Endeffekt verzichtete Sinner 1884 vollständig auf die Atelieraufnahmen und verpachtete das Atelier ab Dezember an den Stuttgarter Fotografen Albert Gaugler, während er sich selbst auf Architektur- und Trachtenfotos konzentrierte.

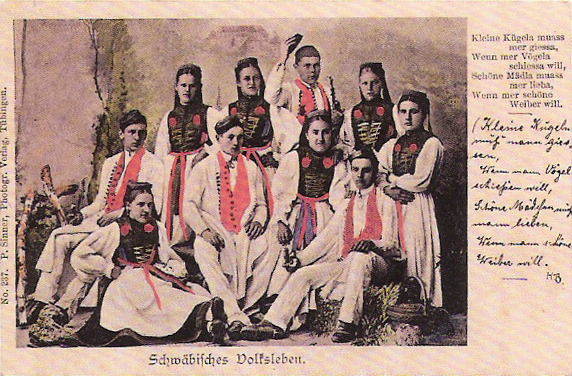
Gruppe in Betzinger Trachten (kolorierte Postkarte aus der Serie Schwäbisches Volksleben, 237)

Die schwäbischen Trachten fotografierte Sinner im Schwarzwald in der Gegend von Triberg und bei Calw, in der Baar in Schwenningen, auf der Schwäbischen Alb im Oberamt Ulm, sowie im mittleren Neckarland in Betzingen, Wurmlingen, Mähringen und im Steinlachtal. Wegen der Nähe zu Betzingen einerseits und der dort noch sehr lebendigen Trachtentradition andererseits fotografierte Sinner in Betzingen am häufigsten. Die Trachtenfotos machte er sowohl im Freien als auch im Atelier. Sie wurden manchmal zu Sammelkarten, die mehrere Motive verbanden, montiert. Damit sie attraktiver aussahen, wurden Elemente der schwarz-weißen Fotos von seinen Töchtern von Hand rot koloriert. Erst die Einführung der Chromolithographie 1896 ermöglichte den farbigen Druck. Die Trachtenfotos, zunächst in Sammelmappen, später als Postkarten verkauft, waren für Sinner recht einträglich. Da es außer nachträglichen Erwähnungen keine Belege für Zahlungen der Honorare an die Modelle gibt, wurde spekuliert, dass Sinner seinen Gewinn nicht in angemessenem Umfang mit den Bauern teilte. Seine Fotografien der Betzinger Trachten erwiesen sich als außerordentlich nachhaltig. Sie trugen im entscheidenden Maße dazu bei, dass die Betzinger Tracht als die einzige schwäbische Tracht noch heute lebt und als die schwäbische Tracht wahrgenommen wird.
In den 1880er Jahren machte Sinner hauptsächlich Landschaftsbilder, Städteansichten und Fotos der Dorfbewohner in der Sonntagsvolkstracht. Die Aufnahmen verkaufte er sowohl an die Presse, als auch als Postkarten. Während des Ersten Weltkriegs fotografierte er Kriegszerstörungen in den Städten, hauptsächlich in Tübingen.
Das Dunkelkammerzelt diente ihm bis zum Ende des Lebens. Im Gegensatz zu der Kutsche ist es erhalten – Anfang der 1930er Jahre kaufte es das Deutsche Museum in München, und man kann es dort im Rahmen der ständigen Ausstellung „Fotografie und Film“ sehen.

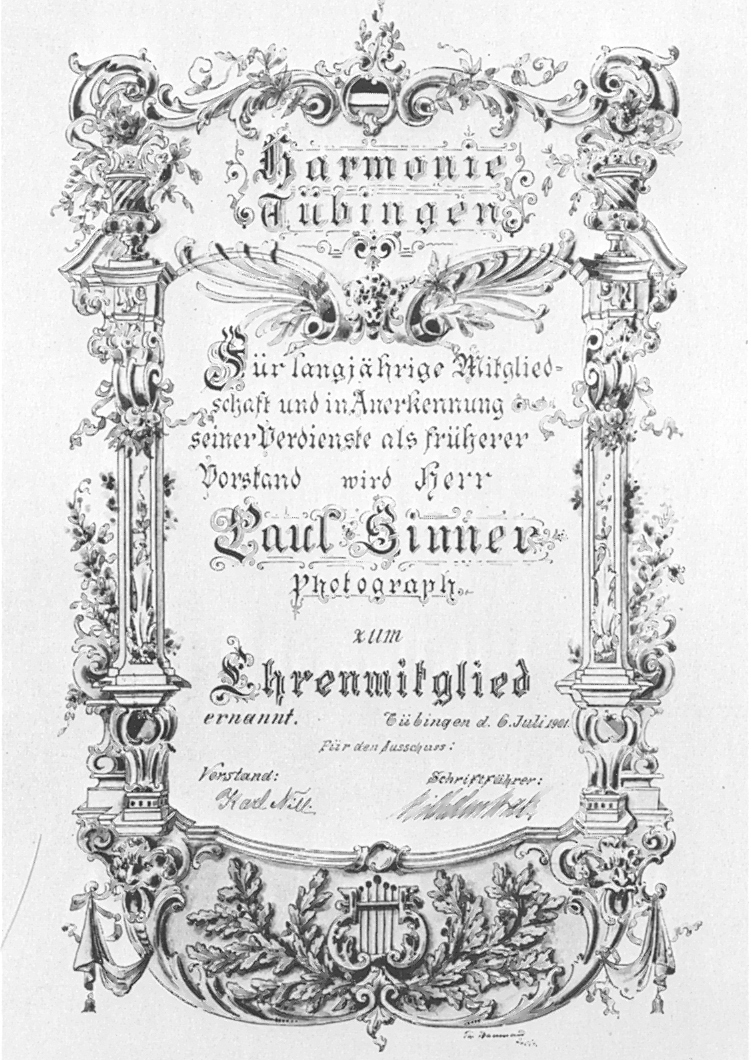
Ehrenurkunde des Gesangsvereins Harmonie, vom 6. Juli 1901

Sinner konnte sich seine Zeit ausgezeichnet einteilen. Er arbeitete beruflich nicht nur als Fotograf, sondern auch vorübergehend als Gastwirt, aber darüber hinaus – unmittelbar nachdem er Anfang 1865 nach Tübingen zurückkehrte – wurde er Mitglied des Gesangsvereins „Harmonie“ und nahm regelmäßig an den Proben und Auftritten teil, wofür er 1901 den Titel des Ehrenmitglieds erhielt.
Sinner fotografierte bis ins hohe Alter. Bekannt sind z. B. seine Ansichten von Tübingen aus dem Jahr 1916, die die Zerstörungen durch Bomben dokumentieren; zu diesem Zeitpunkt war er 78. Sinner starb als hochgeachteter Stadtbürger im Alter von 87 Jahren und wurde auf dem Stadtfriedhof Tübingen bestattet. Seine Ehefrau überlebte ihn um einige Jahre: sie starb 1933 und wurde im gleichen Grab beerdigt.

## Leistungen

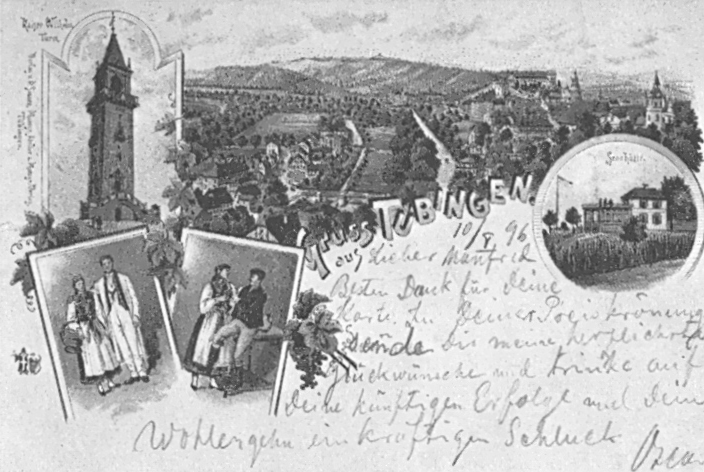
Eine Postkarte aus Tübingen von Paul Sinner; auf dem runden Foto ist das Restaurant Sennhütte zu sehen.

Paul Sinner war bedeutendster Vertreter seines Fachs nicht nur in Tübingen, sondern er war einer der wichtigsten Fotografen Württembergs. Er wurde als „vaterländischer Künstler“ wahrgenommen. Diesen Ruf verdankte er der Ausrichtung seiner Fotografien. Dank dem Bereisen von Schwaben und dem Verewigen von unzähligen schwäbischen Ansichten und Details wie Trachten erreichte er eine überregionale Bekanntheit. Technisch gesehen waren seine Bilder nicht besser als die mancher anderen Tübinger Kollegen. Auf dem Gebiet der Porträtfotografie und der Fotomontage waren seine Bilder sogar den feinen und exakten Bildern von Julius Wilhelm Hornung unterlegen.
Einen besonderen Platz innerhalb seines fotografischen Schaffens nahm das Fotografieren von Objekten ein, die schon damals als altertümlich empfunden wurden: alte Gebäude, schwäbische Volkstrachten, Haushaltsgerätschaften und Kunstaltertümer. Sinner war außerdem einer der ersten deutschen Kriegsfotografen.
Das Schaffen Sinners hob sich vom Schaffen anderer Fotografen dieser Zeit ab, u. a. weil die damalige Presse ihm eine verhältnismäßig große Aufmerksamkeit widmete. Außerdem verkaufte Sinner eine große Menge Sammelmappen und Postkarten. Dank dieser Verbreitung beeinflusste er die Wahrnehmung von Württemberg. Seine Fotografien zeigen nicht nur, wie sich im Laufe der Zeit das Stadtbild und das Bild der Städtebewohner im 19. Jahrhundert wandelte, sondern auch, wie sich das Bild der Stadt und ihrer Bewohner mit der Fotografie veränderte. Paul Sinner war nicht nur Bildchronist, sondern auch – wie Wolfgang Hesse behauptet – Gestalter einer Kulturregion. Sein Schaffen wurde zum Vorbild für die allmählich immer mehr werdenden Fotoamateure. „Spätromantische Vorstellungen von Land, Kunst und Leuten in ‚Schwaben‘ sind nicht zuletzt sein Werk und fanden in seiner Arbeit lebendigen Ausdruck.“
Paul Sinners Werk nimmt auch wegen dieser Verbreitung einen besonderen Platz im Vergleich zum Werk anderer Fotografen dieser Zeit ein – es ist dank dieser Verbreitung vergleichsweise leicht zugänglich. Ein sehr großer Teil seines Werkes aus seiner fünfzigjährigen Tätigkeit – insgesamt etwa 2000 Platten – ist erhalten. Den größten Teil besitzt das Stadtarchiv Tübingen. Auch das Stadtarchiv Reutlingen besitzt eine bedeutende Sammlung. Deutlich kleinere Sammlungen besitzen die Universitätsbibliothek Tübingen, das Württembergische Landesmuseum, die Landesstelle für Volkskunde und die Württembergische Landesbibliothek (alle in Stuttgart). Die Platten im Besitz des Landesdenkmalamtes Baden-Württemberg sind nach topografischen Gesichtspunkten sortiert und deshalb nicht als eigener Bestand erkennbar.

## Einzelnachweise

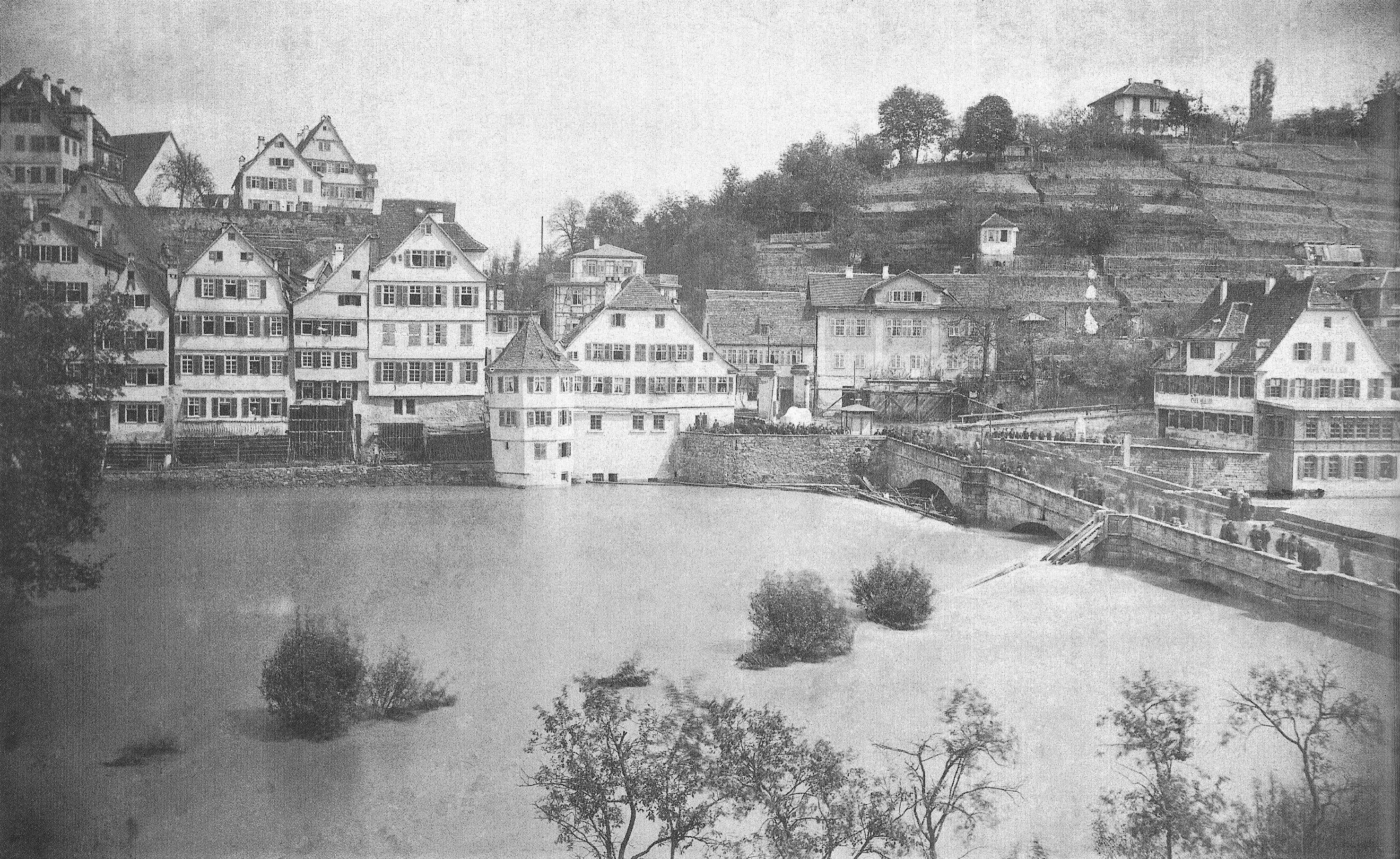
Hochwasser auf dem Neckar in Tübingen, 1872.

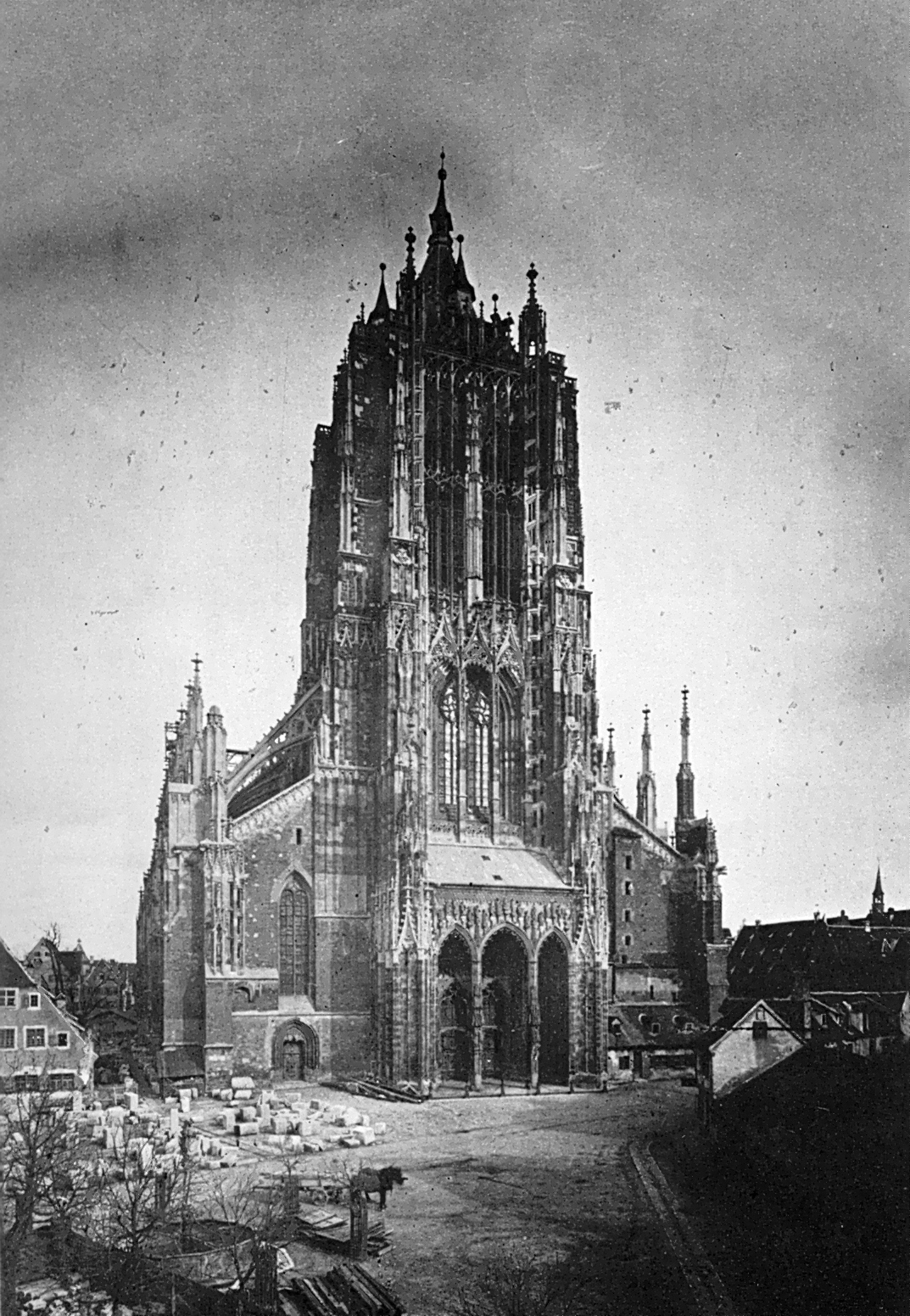
Ulmer Münster vor der Vollendung des Turmes, 1876.

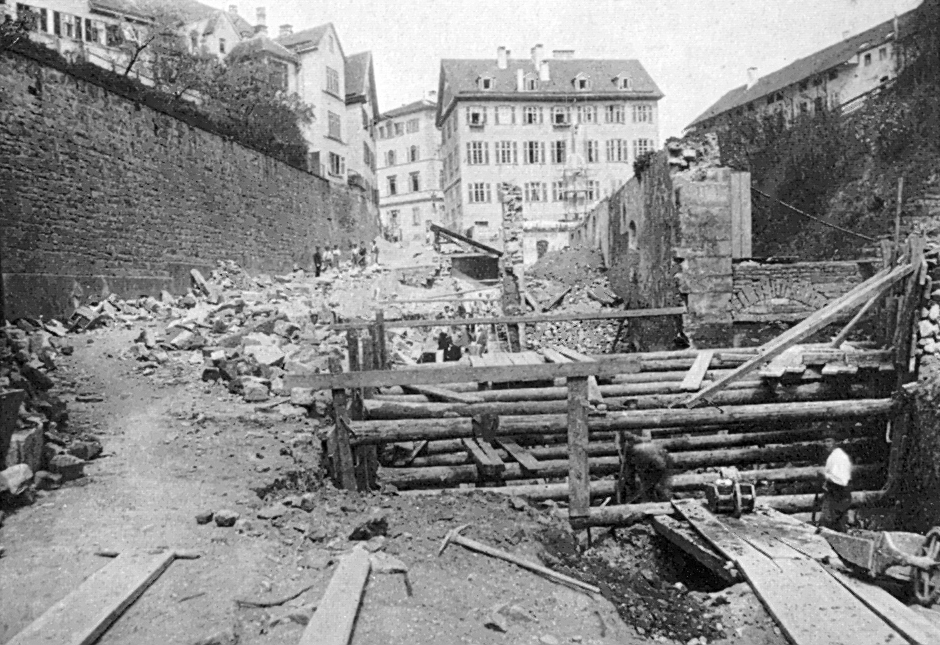
Tübingen: Eine Mühle wird 1885 für den Bau der Mühlstraße abgerissen.

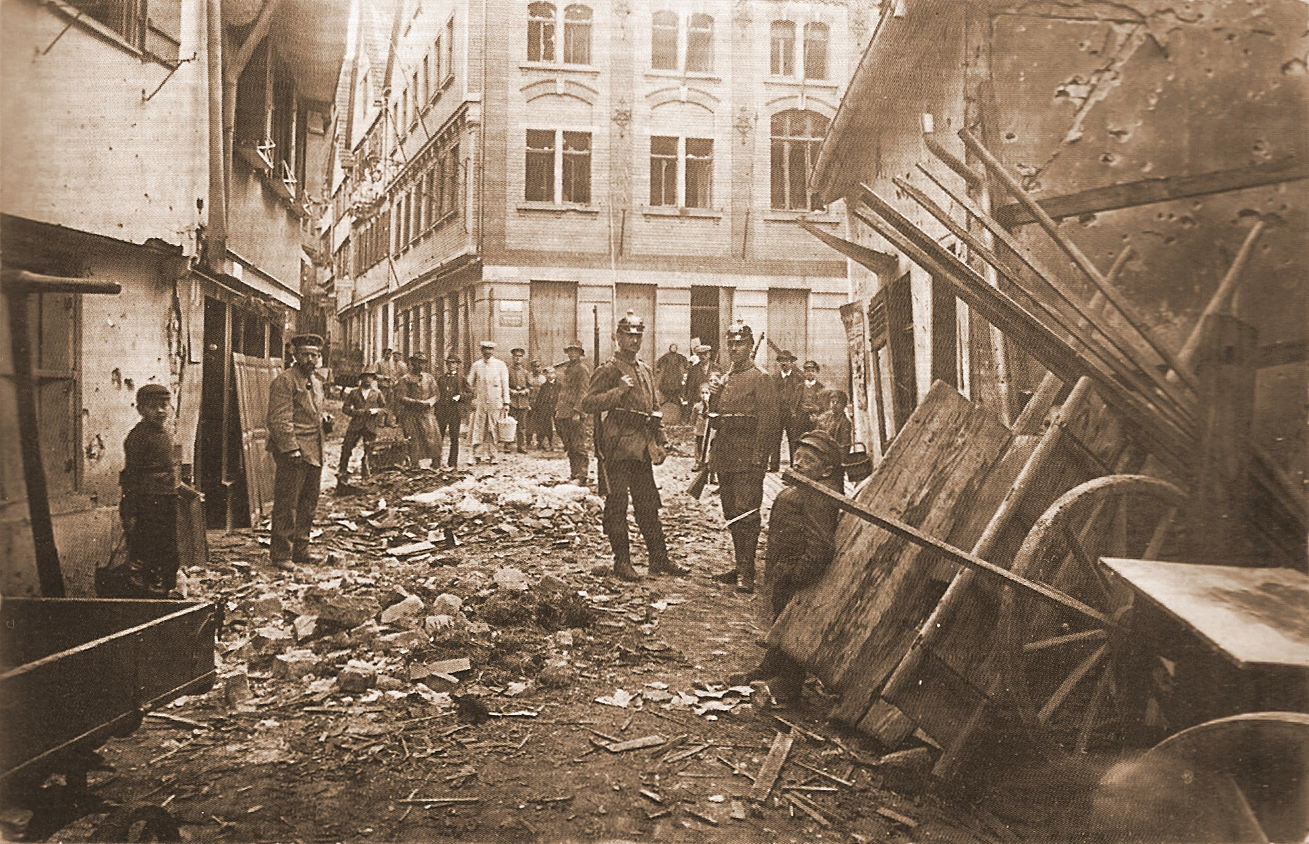
Gasthof „Hirsch“ in Tübingen nach Bombenabwurf, 12. Oktober 1916.

## Werke

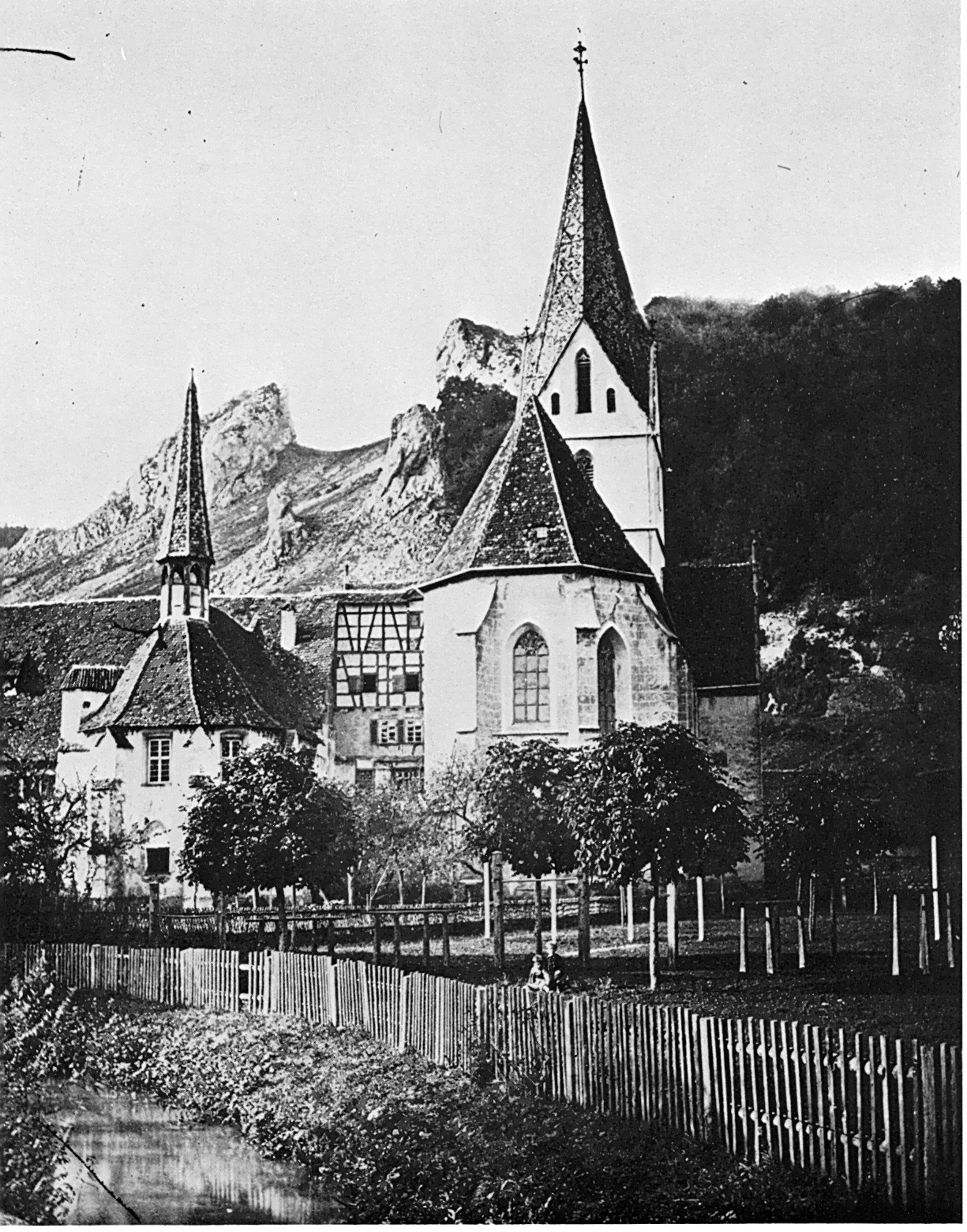
Schwaben
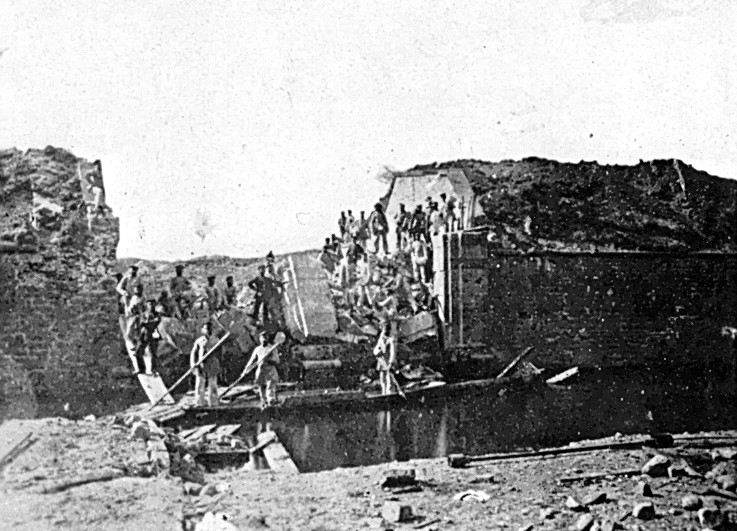
Kriegsfotografie
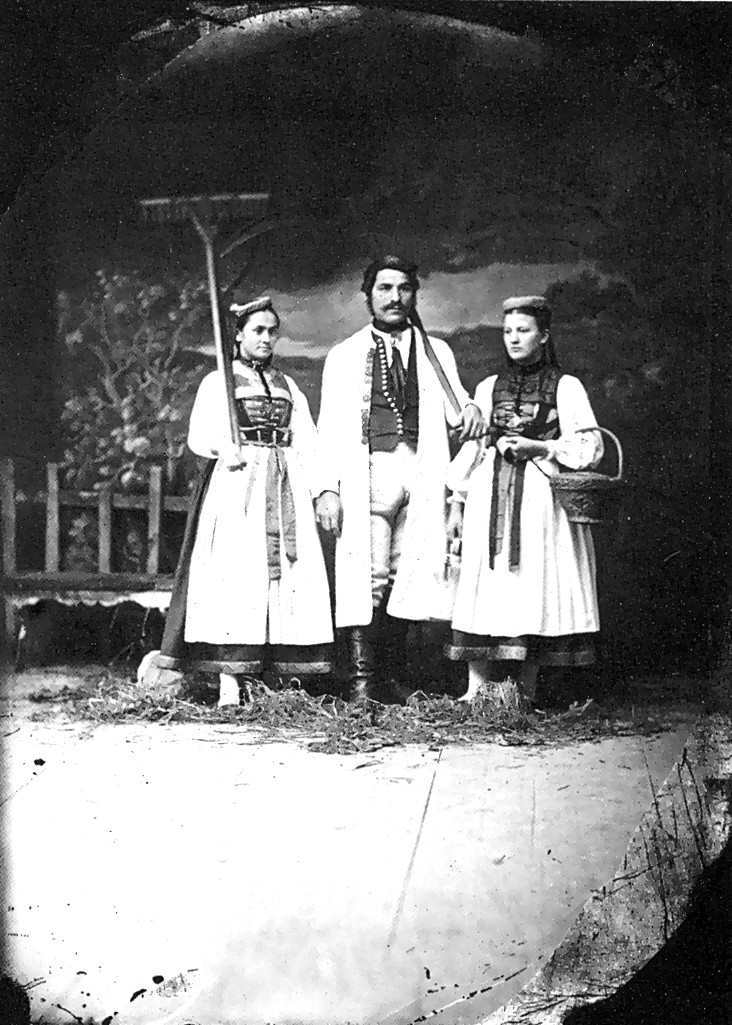
Trachten
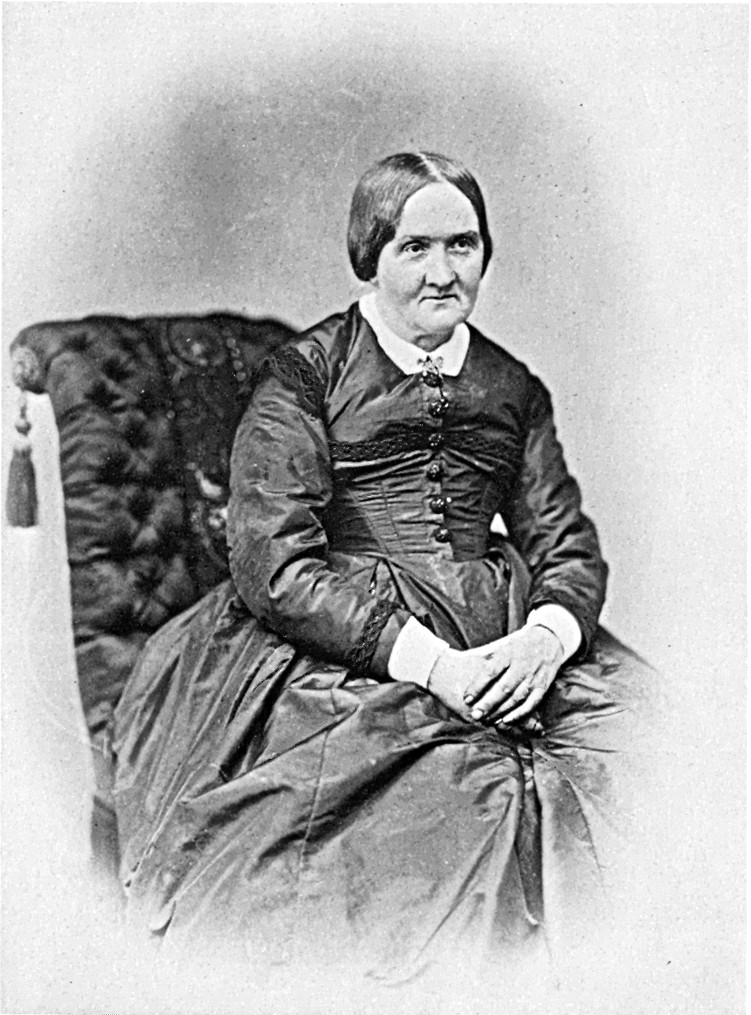
Porträts
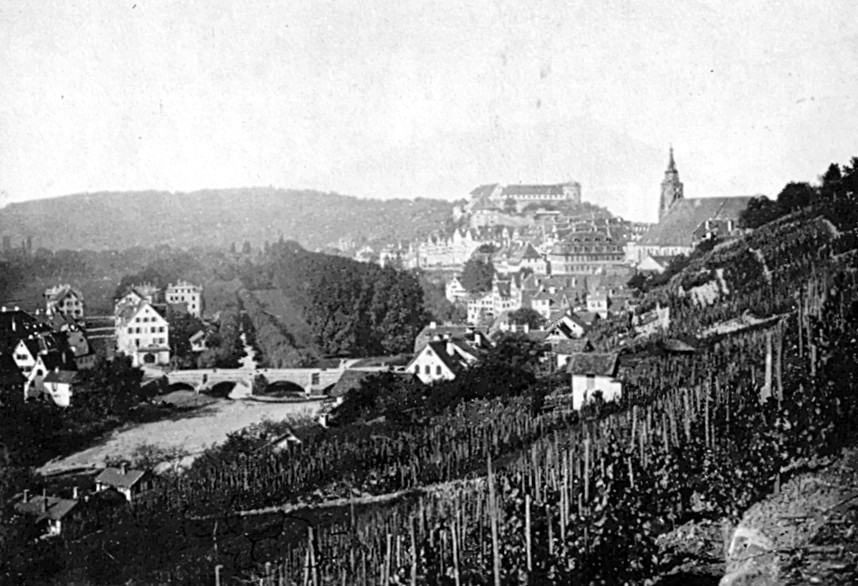
Tübingen